# 构林镇
构林镇，是中华人民共和国河南省南阳市邓州市下辖的一个乡镇级行政单位。

## 行政区划
构林镇下辖以下地区：
构林社区、郭庄社区、前王村、魏家集村、岗岔楼村、古村、董家村、河上村、后张村、花栎树村、杨冢村、官刘村、袁宋村、袁岗村、贺营村、冯营村、河湾村、杨渠村、宋营村、司营村、赵岗村、李营村、高洼村、余集村、沈马岗村、夏洼村、东岗村、杜寨村、方湾村和幸福村。